# Francazal
Francazal település Franciaországban, Haute-Garonne megyében. Lakosainak száma 28 fő (2022. január 1.). Francazal Cazavet, Mauvezin-de-Prat, Prat-Bonrepaux, Saleich, Urau és Balaguères községekkel határos.

## Népesség
A település népességének változása:
| Lakosok száma | 16   | 10   | 19   | 21   | 18   | 25   | 29   | 32   | 30   | 28   |
|               | 1968 | 1982 | 1990 | 2006 | 2013 | 2015 | 2017 | 2019 | 2020 | 2022 |